# 해병대 모집사령부
해병대 모집사령부(Marine Corps Recruiting Command (MCRC))는 콴티코 해병대 기지에 있는 미국 해병대의 군인 모집 행정 업무을 담당하는 기능 사령부이다.

## 역사
2024년 9월 20일, RS 올란도가 창설되고, 10월 1일에 완전히 가동하기 시작하였다.

## 구조

### 지휘부
- 지휘관 소장 1명
- 집행부장 민간인 1명
- 주임원사 1명

### 직속부대
- National Training Team
- Recruiters School→모집관 학교

### 예비 및 모집관구
Recruiting Station (RS)
- 제1해병대관구 - 콴티코 해병대기지
  - RS 알바니
  - RS 볼티모어
  - RS 해리스버그
  - RS 뉴저지
  - RS 뉴욕
  - RS 피츠버그
  - RS 보스턴
  - RS 스프링필드

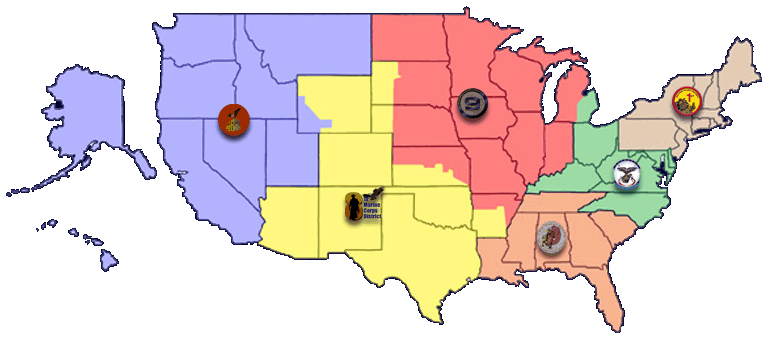
해병대 예비역 및 모집관구의 관할지 지도

- 제4해병대관구, 펜실베이니아주 뉴컴버랜드
  - RS 랜싱, 미시건주
  - RS 클리블랜드, 오하이오주
  - RS 콜롬버스, 오하이오주
  - RS 루이스빌, 켄터키주
  - RS 내쉬빌, 테네시주
  - RS 롤리, 뉴스캐롤라이나주
  - RS 리치먼드, 버지니아주
  - RS 프레더릭, 메릴랜드주
- 제6해병대관구, 사우스캐롤라이나주 패리스섬 해병대 모집창
  - RS 애틀랜타
  - RS 배턴루지
  - RS 컬럼비아
  - RS 포트로더데일
  - RS 잭슨빌
  - RS 몽고메리
  - RS 샬럿
  - RS 탬파
- 제8해병대관구, 텍사스주 포트 워스 합동예비기지 해군항공기지 (NAS JRB 포트워스)
  - RS 앨버커키
  - RS 댈러스
  - RS 덴버
  - RS 포트워스
  - RS 휴스턴
  - RS 솔트레이크시티
  - RS 피닉스
  - RS 샌안토니오
- 제9해병대관구, 그레이트레이크스 해군기지
  - RS 캔자스시티
  - RS 시카고
  - RS 디모인
  - RS 인디애나폴리스
  - RS 세인트루이스
  - RS 밀워키
  - RS 트윈시티스
  - RS 오클라호마시티
- 제12해병대관구, 샌디에고 해병대 모집창
  - RS 시애틀
  - RS 포틀랜드
  - RS 새크라멘토
  - RS 샌프란시스코
  - RS 로스엔젤레스
  - RS 샌디에고
  - RS 오렌지카운티
  - RS 리버사이드

## 같이 보기
- 미국 육군 모집사령부
- 미국 해군 모집사령부
- 미국 공군교육훈련사령부